# Tinja-Riikka Korpela

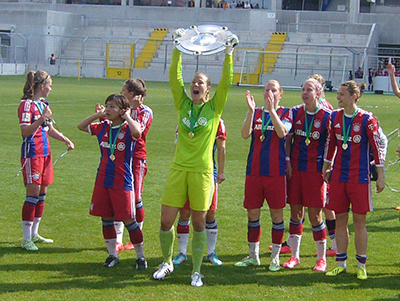
Tinja Riikka Korpela met de Schaal van Duits landskampioen in 2015

Tinja-Riikka Tellervo Korpela (Oulu, 5 mei 1986) is een Fins voetbalspeelster die sinds februari 2018 als doelverdediger actief is bij Vålerenga Fotball Damer in de Noorse Toppserien.

## Carrière

### Clubs
Korpela maakte in 2006 haar debuut in de Finse Naisten Liiga bij FC Honka Espoo en speelde vervolgens bij de Noorse clubs Kolbotn Fotball en LSK Kvinner FK. In december 2013 tekende ze een contract bij het Zweedse Tyresö FF waar ze tweede doelvrouw werd na de Zweedse Carola Söberg. In de finale van de UEFA Women's Champions League 2014 was ze reservedoelman bij de 4-3 nederlaag van Tyresö FF tegen  VfL Wolfsburg. In 2014 kwam Tyresö FF in de financiële problemen en trok zich terug uit de Damallsvenskan en werden de contracten van de speelsters allen vrijgegeven. In juni 2014 tekende Korpela een tweejarig contract bij FC Bayern München in de Frauen-Bundesliga. Op 18 februari 2016 werd dat contract verlengd tot 2018. In december 2017 beëindigde Korpela vroegtijdig dit contract en op 17 december 2017 speelde ze in Munchen haar afscheidswedstrijd tegen 1. FFC Frankfurt. In februari 2018 tekende Korpela een contract bij de Noorse club Vålerenga Fotball Damer.

### Nationaal elftal
Korpelas internationale carrière begon bij het nationale team U-17. In juli 2005 speelde ze met Finland in Hongarije op het Europees kampioenschap voetbal vrouwen onder 19 en  van 17 augustus tot 3 september 2006 in Rusland op het Wereldkampioenschap voetbal vrouwen onder 20
Op 7 maart 2007 debuteerde Korpela bij het Fins vrouwenelftal in Faro in een wedstrijd tegen Zweden in het kader van de Algarve Cup.

## Erelijst
- 2013, 2014, 2015, 2016: Fins voetbalster van het jaar
- 2006, 2007, 2008: Winnaar Fins kampioenschap (Naisten Liiga)
- 2007, 2008: Fins bekerwinnaar
- 2015, 2016: Winnaar Duits kampioenschap (Frauen-Bundesliga)